# Das Fernsehlexikon
Das Fernsehlexikon ist ein im November 2005 im Wilhelm Goldmann Verlag erschienenes Speziallexikon über Fernsehsendungen und -serien, geschrieben von  Michael Reufsteck und Stefan Niggemeier. Der vollständige Titel lautet: Das Fernsehlexikon – Alles über 7000 Sendungen von Ally McBeal bis zur ZDF-Hitparade.
Das Lexikon mit einem Vorwort von Bastian Pastewka hat 1414 Seiten. Zusammen mit Registern, Bildnachweisen, Glossar und Vita sind es 1512 Seiten mit 450 farbigen Abbildungen. Es enthält Informationen zu mehr als 7000 Sendungen, die seit etwa 1952 im deutschen Fernsehen ausgestrahlt wurden.
Ein Teil der Lexikonartikel ist im Internet frei abrufbar.

## Rezeption
- Stefan Otto von Kino-Zeit.de lobt Das Fernsehlexikon als „Prachtstück“ und „in diesem Umfang bislang konkurrenzloses Nachschlagewerk“, „in dem man sich ganz schnell festlesen und verlieren“ könne.
- Die Frankfurter Allgemeine Sonntagszeitung stellt fest, dass es „unterhaltsam über mehr als 7000 Sendungen“ informiere.[3]
- Axel Schock von der Berliner Zeitung findet als Resümee, dass es in dem Buch viele interessante Stellen gäbe, „… die das Blättern, Stöbern und (Wieder-) Entdecken vergangener Fernsehfreuden und -leiden zum Vergnügen machen.“[4]

## Auflage
- Michael Reufsteck, Stefan Niggemeier: Das Fernsehlexikon. Alles über 7000 Sendungen von Ally McBeal bis zur ZDF Hitparade. Goldmann, München 2005, ISBN 3-442-30124-6.